# Tadla-Azilal
Tadla-Azilal (en árabe: تادلة أزيلال) fue hasta 2015 una de las dieciséis regiones en que estaba organizado Marruecos. Su capital era Beni Melal. Por ella pasa uno de los ríos más importantes de Marruecos, el Um Al-Rabih 'madre de la primavera'.
La región se situaba en el centro del país. Al norte limitaba con Chauía-Uardiga, al sur con Sus-Masa-Draa, al este con Mequinez-Tafilalet y al oeste con Marrakech-Tensift-Al Hauz.
En 2004 contaba con un total de 1.450.519 habitantes repartidos en 17.125 km².

## Subdivisiones
La región se dividía en dos provincias:
- Provincia de Beni Melal
- Provincia de Asilal